# Cztery pory roku (film)
Cztery pory roku – polski film obyczajowy z 1984 w reżyserii i według scenariusza Andrzeja Kondratiuka. W filmie oprócz samego reżysera występuje jego najbliższa rodzina: żona Iga, brat Janusz oraz rodzice.

## Fabuła
Kondratiuk rejestruje kamerą codzienne życie w Gzowie. Widz obserwuje zmiany pogody, budowę domku letniskowego zmagania z postępującą chorobą starego ojca. Czas płynie tu powoli i spokojnie, co sprzyja rozmowom, zadumie i refleksji na temat życia, przemijania i śmierci. Bohaterowie żyją z dala od wielkiego miasta, wśród przyrody, którą są zafascynowani. Towarzyszą im liczne psy i koty. Codzienne obowiązki, rutynowe czynności, zwyczajne rozmowy i zdarzenia nabierają w filmie głębszego znaczenia. Stanowią próbę „oswojenia” czasu, którą reżyser podejmuje także w kolejnych filmach (Wrzeciono czasu i Słoneczny zegar).

## Obsada
- Andrzej Kondratiuk – On (Andrzej)
- Iga Cembrzyńska – Marynia, żona
- Janusz Kondratiuk – Janusz, brat
- Arkadiusz Kondratiuk – ojciec
- Krystyna Kondratiuk – matka

### Dubbing
- Krzysztof Gosztyła
- Andrzej Żarnecki
- Józef Pieracki